# Tournoi de clôture du championnat d'Haïti de football 2010-2011
Navigation
Tournoi précédent Tournoi suivant
Le tournoi de clôture de la saison 2010-2011 du Championnat d'Haïti de football est le second tournoi saisonnier de la vingtième édition de la première division à Haïti. Les seize meilleures équipes du pays sont regroupées au sein d’une poule unique où elles s’affrontent une seule fois. À l’issue du tournoi, un classement cumulé des 2 tournois de l’année est fait afin de déterminer les quatre formations reléguées en Division 2.
C'est le Victory SC qui remporte la compétition après avoir terminé en tête du classement final, à égalité de points avec l'América des Cayes, qu'il devance grâce à une meilleure différence de buts particulière. L'AS de Carrefour complète le podium, à deux points du duo de tête. C'est le tout premier titre de champion d'Haïti de l'histoire du Victory SC.

## Les clubs participants
| - Violette AC - Éclair Gonaïves - AS Cavaly - AS Mirebalais - AS Capoise - Dynamite Saint-Marc - Don Bosco FC - Baltimore SC | - Racing Gonaïves - Aigle Noir AC - Tempête FC - AS de Carrefour - Racing Club Haïtien - AS Saint-Louis du Nord - Victory SC - América des Cayes |

## Compétition
Le barème de points servant à établir le classement se décompose ainsi :
- Victoire : 3 points
- Match nul : 1 point
- Défaite : 0 point

### Classement
| Rang | Équipe                 | Pts | J  | G | N | P  | Bp | Bc | Diff |
| ---- | ---------------------- | --- | -- | - | - | -- | -- | -- | ---- |
| 1    | Victory SC             | 27  | 15 | 8 | 3 | 4  | 22 | 13 | +9   |
| 2    | América des Cayes      | 27  | 15 | 8 | 3 | 4  | 22 | 10 | +12  |
| 3    | AS de Carrefour        | 25  | 15 | 6 | 7 | 2  | 17 | 12 | +5   |
| 4    | Baltimore SC           | 24  | 15 | 6 | 6 | 3  | 14 | 9  | +5   |
| 5    | AS Saint-Louis du Nord | 23  | 15 | 6 | 5 | 4  | 14 | 13 | +1   |
| 6    | AS Cavaly              | 22  | 15 | 5 | 7 | 3  | 11 | 5  | +6   |
| 7    | Tempête FCT            | 22  | 15 | 5 | 7 | 3  | 16 | 13 | +3   |
| 8    | AS Mirebalais          | 21  | 15 | 5 | 6 | 4  | 13 | 11 | +2   |
| 9    | AS Capoise             | 20  | 15 | 5 | 5 | 5  | 13 | 17 | -4   |
| 10   | Don Bosco FC           | 20  | 15 | 4 | 8 | 3  | 17 | 10 | +7   |
| 11   | Racing Gonaïves        | 20  | 15 | 5 | 5 | 5  | 12 | 15 | -3   |
| 12   | Violette AC            | 18  | 15 | 5 | 3 | 7  | 17 | 19 | -2   |
| 13   | Aigle Noir AC          | 16  | 15 | 4 | 4 | 7  | 7  | 17 | -10  |
| 14   | Éclair Gonaïves        | 16  | 15 | 4 | 4 | 7  | 12 | 18 | -6   |
| 15   | Racing Club Haïtien    | 15  | 15 | 4 | 3 | 8  | 15 | 19 | -4   |
| 16   | Dynamite Saint-Marc    | 5   | 15 | 1 | 2 | 12 | 9  | 30 | -21  |

|  | Qualification pour la CFU Club Championship 2012 |
|  | T : Tenant du titre                              |

### Classement cumulé
Un classement cumulé des tournois Ouverture et Clôture est fait pour désigner les clubs relégués en deuxième division.
| Rang | Équipe                 | Pts | J  | G  | N  | P  | Bp | Bc | Diff |
| ---- | ---------------------- | --- | -- | -- | -- | -- | -- | -- | ---- |
| 1    | Tempête FCOuv          | 57  | 30 | 15 | 12 | 3  | 39 | 20 | +19  |
| 2    | América des Cayes      | 54  | 30 | 16 | 6  | 8  | 35 | 21 | +14  |
| 3    | Victory SCClo          | 51  | 30 | 14 | 9  | 7  | 37 | 24 | +13  |
| 4    | Baltimore SC           | 49  | 30 | 13 | 10 | 7  | 32 | 21 | +11  |
| 5    | AS de Carrefour        | 48  | 30 | 11 | 15 | 4  | 33 | 22 | +11  |
| 6    | AS Capoise             | 43  | 30 | 10 | 13 | 7  | 21 | 22 | -1   |
| 7    | Aigle Noir AC          | 42  | 30 | 11 | 9  | 10 | 22 | 29 | -7   |
| 8    | AS Mirebalais          | 41  | 30 | 9  | 14 | 7  | 24 | 20 | +4   |
| 9    | AS Saint-Louis du Nord | 39  | 30 | 9  | 12 | 9  | 25 | 25 | 0    |
| 10   | Racing Club Haïtien    | 37  | 30 | 10 | 7  | 13 | 26 | 29 | -3   |
| 11   | AS Cavaly              | 36  | 30 | 8  | 12 | 10 | 19 | 18 | +1   |
| 12   | Racing Gonaïves        | 35  | 30 | 9  | 8  | 13 | 20 | 30 | -10  |
| 13   | Don Bosco FC           | 31  | 30 | 6  | 13 | 11 | 26 | 30 | -4   |
| 14   | Éclair Gonaïves        | 30  | 30 | 7  | 9  | 14 | 20 | 32 | -12  |
| 15   | Violette AC            | 29  | 30 | 7  | 8  | 15 | 27 | 35 | -8   |
| 16   | Dynamite Saint-Marc    | 16  | 30 | 3  | 7  | 20 | 18 | 46 | -28  |

|  | Relégation directe en Division 2                                        |
|  | Ouv : Vainqueur du tournoi Ouverture Clo : Vainqueur du tournoi Clôture |

## Bilan de la saison
| Championnat d'Haïti de football 2010-2011 |                        |
| Champion                                  | Victory SC (1er titre) |
| Qualifications continentales              |                        |
| CFU Club Championship 2012                | Victory SC             |
| Promotions et relégations                 |                        |
| Promus en Division 1                      | Valencia Léogâne       |
| Promus en Division 1                      | Triomphe Liancourt     |
| Relégués en Division 2                    | Violette AC            |
| Relégués en Division 2                    | Dynamite Saint-Marc    |
| Relégués en Division 2                    | Don Bosco FC           |
| Relégués en Division 2                    | Éclair Gonaïves        |